# حقوق بشر در چاد
حقوق بشر در چاد (انگلیسی: Human rights in Chad) ضعیف توصیف شده‌است؛ برای مثال خانه آزادی، این کشور را «غیر آزاد» خوانده‌است. چاد در زمینه حقوق سیاسی، نمره ۷ و برای آزادیهای مدنی نمره ۶ گرفته‌است (نمره ۱ مربوط به بیشترین و ۷ برای کمترین میزان آزادی ست).

## کارنامه ضعیف حقوق بشر
به گفته وزارت خارجه ایالات متحده آمریکا، «کارنامه ضعیف حقوق بشر دولت چاد طی سال گذشته بدتر شده؛ نیروهای امنیتی مرتکب نقض فاحش حقوق بشر در موارد زیادی شده‌اند،» از جمله نقضهای مرتکب شده عبارتند از: قتلهای بدون محاکمه، ضرب و شتم، شکنجه، و تجاوز به عنف توسط نیروهای امنیتی، محدودیت آزادی بیان و مطبوعات و آزادی اجتماعات، دستگیریها و حبس خودسرانه و فساد فراگیر. نیروهای امنیتی این تجاوزات را تقریباً با مصونیت کامل از مجازات مرتکب می‌شوند. عفو بین‌الملل گزارش کرده‌است که ناامنی گسترده در شرق چاد روی زنان تأثیر گذاشته‌است. آنها از نقض شدید حقوق بشر (از جمله تجاوز) در هنگام حملات شبه نظامیان جاناوید از طرف سودان رنج می‌برند.

## خشونت گسترده به زنان
زنان با تبعیض و خشونت گسترده مواجه هستند. در گزارشهای گروه‌های حقوق بشری موارد زیر آمده‌است: آزار و اذیت روزنامه‌نگاران و فعالان حقوق بشر و همچنین استفاده از کودکان بعنوان سرباز توسط نیروهای امنیتی چاد. سازمان شفافیت بین‌المللی چاد را در ردیف یکی از فاسدترین کشورها در جهان توصیف کرده‌است. در سال ۲۰۰۷ شاخص فساد این کشور ۸/۱ از ۱۰ بود (رقم ۱۰ به معنی کمترین میزان فساد است) بود. فقط تونگا اوزبکستان، هائیتی، عراق، میانمار، و سومالی پائین‌تر از چاد بودند. منتقدان رئیس‌جمهور ادریس دبی او را به خویشاوند سالاری و جانبداری از قبیله خودش، متهم می‌کنند. انتخابات مجدد ماه مه سال ۲۰۰۶ که در آن دبی برای بار سوم برنده شد توسط اپوزیسیون تحریم گردید و اعلام شد که نتایج انتخابات جعلی بوده‌است. احزاب اپوزیسیون به همانگونه انتخابات سال ۲۰۰۱ را هم جعلی خواندند، گرچه یک تیم ناظران خارجی اعلام کرد که این انتخابات بدون مشکل یا ارعاب صورت گرفته‌است.